# Iabluneve, Krînîcikî
Iabluneve (în ucraineană Яблуневе) este un sat în așezarea urbană Krînîcikî din raionul Krînîcikî, regiunea Dnipropetrovsk, Ucraina.

## Demografie
Componența lingvistică a localității Iabluneve
     Ucraineană (91,67%)
     Rusă (8,33%)
Conform recensământului din 2001, majoritatea populației localității Iabluneve era vorbitoare de ucraineană (91,67%), existând în minoritate și vorbitori de rusă (8,33%).